# Enrico Grazioli
Enrico Grazioli (Manerbio, 8 ottobre 1921 – ...) è stato un calciatore italiano, di ruolo centravanti.

## Carriera
Ha giocato per tre campionati nel Brescia a cavallo della seconda guerra mondiale, facendo il suo esordio a 17 anni con le rondinelle il giorno 11 dicembre 1938 a Como nella gara Como-Brescia (2-1). Nel 1939-40 fu capocannoniere del Brescia con 17 reti, poi fu costretto a fermarsi a causa di un grave incidente.
Nelle tre stagioni in cui ha militato nel Brescia ha giocato 55 incontri e realizzato 24 reti.

## Biografia
Era soprannominato "farfallino": ala piccola di statura, ma velocissima e talentuosa, subì un tremendo incidente ad una gamba che gli compromise la carriera (era osservato speciale della Juventus). Caparbiamente tenne duro, impiegò sei lunghi anni a rimettersi in sesto, ma alla fine tornò a giocare a calcio. Nel 1961, con la presidenza di Enrico Ranzanici, Enrico Grazioli venne chiamato a ricoprire il ruolo di Direttore Sportivo del Brescia Calcio.